# Сашка Васева
Александра Асенова Васева-Бакърджиева, по-известна с артистичния си псевдоним Сашка Васева, е българска попфолк певица. Тя често е наричана „Дупнишката Мадона“.

## Биография и творчество
Сашка Васева е родена на 12 октомври 1966 г. в Дупница. Завършила е музикална педагогика в Югозападния университет в Благоевград. Не е потомствен музикант. Майка ѝ работи като магазинер, а баща ѝ е артелчик. Тя от малка мечтае да стане актриса. Идол ѝ е Роми Шнайдер.
Кариерата ѝ започва през 1994 г. и е свързана с фестивала „Пирин фолк“. На тази сцена години наред тя е сред най-желаните, аплодирани и награждавани певци. От този фестивал през 1995 г. тръгва хитът ѝ „Не мога да те забравя, Георги“.
През пролетта на 1996 г. в зала 1 на НДК е организиран концерт-конкурс за изпълнител и хит на 1995 г. на „Звездата на Фолк панаир“ (телевизионно предаване по БНТ 1). Зрителите избират за звезда на годината Сашка Васева с хита ѝ „Не мога да те забравя, Георги“.
През втората половина на 1990-те Сашка Васева печели все повече почитатели. Заради откровеността и отзивчивостта си става любимка не само на народа, но и на журналистите в медиите. Дупнишката Мадона дава много интервюта.
Много критици твърдят, че именно Сашка Васева, наред с Мустафа Чаушев и Тони Дачева, поставя началото на попфолка като жанр в страната.
Известно време е водила вечерно шоу. През 2009 г. е участник в танцовото реалити шоу на Нова телевизия „ВИП Денс“.
През 2016 г. заявява в телевизионно предаване на bTV, че се отрича от името си и е подала молба в съда за това. Иска да се нарича Александра Бакърджиева – фамилия по мъж. Заявява още, че не желае повече да бъде знаменитост, срамува се от кариерата си на фолк певица и иска да бъде забравена.
През септември 2017 г. участва във VIP Brother.
От 2013 г. Васева живее с диагнозата „атрофия за зрителния нерв“ и не вижда с едното око. През 2020 г. певицата напълно ослепява, а през октомври 2021 г. е диагностицирана с тумор на мозъка, но прогнозите на лекарите са благоприятни. Претърпява тежка операция, след която успешно се възстановява, както и продължаващо лечение.
Сашка Васева е омъжена за Христо Бакърджиев от 1999 г. Те имат син и дъщеря – Христо-Никола и Христина-Елена.
През 2022 г. играе холограма на певица във филма на Теодор Ушев „Ф1.618“.

## Дискография

### Студийни албуми
- Сашка (с фолк група „Роден кът“) (1994)
- Не мога да те забравя, Георги (1995)
- Инфлация и любов (1996)
- Мейк лов, нот вар (1997)
- Спартакус момче (1998)
- Върхът на мечтите (1999)
- Ч.Р.Д. (2001)
- Сашка 2005 (2005)
- Сашка Васева 2006 (2006)

### Компилации
- The Best (2009)